# John Aislabie
John Aislabie ou Aslabie (York, 4 de dezembro de 1670 — 18 de junho de 1742) foi um político britânico, notável por seu envolvimento com a Companhia dos Mares do Sul e pela criação do jardim aquático no Parque Real de Studley.

## Filiação e educação
A família Aislabie era originalmente de fazendeiros yeoman, que viviam em Hemingborough. Seu pai, George casou-se com uma herdeira da altamente influente família Mallory. Aislabie frequentou o St John's College e o Trinity Hall em Cambridge. Herdou a propriedade Studley da família de sua mãe em 1693, e iniciou a formação de um grande jardim por volta de 1716, se tornando o primeiro na Inglaterra, a apresentar uma paisagem natural. (Seu filho, William Aislabie, adicionou as ruínas da abadia de Fountains à propriedade.)

## Carreira política
Aislabie foi eleito Membro do Parlamento por Ripon, North Yorkshire, em 1695, aparentemente, no pressuposto de que fosse um Tory, embora seu ponto de vista político fosse bastante fluido. Tornou-se mais ativo na política a partir de 1704, especialmente em assuntos de economia. Mais tarde filiou-se ao partido Whig. Sob o patrocínio de Robert Harley, foi nomeado Lorde do Almirantado, desde 1710 na administração Tory. Isto provou ser uma nomeação precária, uma vez que os simpatizantes do partido Whig, de Aislabie, tinham votado contra o governo.
Quando os Whigs retornaram ao cargo, em 1714, Aislabie foi nomeado Tesoureiro da Marinha. Tornou-se um aliado do Conde de Sunderland, que se tornou, de fato, Primeiro-ministro em 1718. Sunderland nomeou Aislablie como Ministro da Fazenda. Quando, em 1719, a Companhia dos Mares do Sul propôs um acordo pelo qual ela assumiria a dívida nacional em troca de títulos do governo, Aislabie foi um forte defensor da proposta e negociou o contrato; liderou o projeto de lei na Câmara dos Comuns. A Companhia dos Mares do Sul fez grandes promessas, que nunca poderia cumprir, e acabou falindo em agosto de 1720. Uma investigação do Parlamento considerou que Aislabie recebeu 20 000 libras esterlinas em ações da companhia em troca de seu apoio à proposta. Aislabie se demitiu do Ministério das Finanças, em janeiro de 1721, e em março foi considerado culpado pelos Comuns da "mais notória, perigosa e infame corrupção". Foi expulso da Casa, retirado do Conselho Privado, e encarcerado na Torre de Londres.

## Últimos anos
Após sair da prisão, retirou-se para sua propriedade e continuou o desenvolvimento dos jardins. O obelisco na praça do mercado, o primeiro na Inglaterra, foi doado por John Aislabie em 1702.
O filho de John, William Aislabie]serviria também no Parlamento como representante de Ripon.

## Leituras adicionais
- Charles Mackay, Extraordinary Popular Delusions and the Madness of Crowds, disponível no Projeto Gutenberg